# Siergiej Sołowjow (poeta)
Siergiej Sołowjow (ros. Сергей Михайлович Соловьёв, ur. 13 października?/25 października 1885 w Moskwie, zm. 2 marca 1942 w Kazaniu) – rosyjski poeta-symbolista, ksiądz katolicki, wnuk historyka Siergieja Sołowjowa, kuzyn Aleksandra Błoka, przyjaciel Andrieja Biełego.
W 1911 roku ukończył oddział klasyczny wydziału historyczno-filologicznego Uniwersytetu Moskiewskiego, uzyskując dyplom I stopnia. Już w roku 1907 wydał pierwszy zbiór wierszy pod tytułem „Цветы и ладан” (Kwiaty i kadzidło), powstałych pod wpływem Aleksandra Błoka.
W październiku 1915 roku został przyjęty do moskiewskiej akademii duchownej, w listopadzie tegoż roku został diakonem, w lutym 1916 duchownym. W roku 1920 Sołowjow wszedł do społeczności moskiewskich katolików obrządku wschodniego, w listopadzie 1923 został jej zwierzchnikiem. Od 1924 roku posługiwał w moskiewskim rzymskokatolickim kościele Niepokalanego Poczęcia przy ulicy Małej Gruzińskiej. Zajmował się tłumaczeniami, wygłaszał kazania.
W nocy z 15 na 16 lutego 1931 roku został aresztowany w związku ze sprawą „moskiewskiej społeczności katolickiej”. Podczas śledztwa zachorował psychicznie. W czasie wojny został ewakuowany do Kazania i zmarł tam w szpitalu psychiatrycznym. Jego pogrzebem zajęli się dwaj fizycy: Witalij Ginzburg i Jewgienij Fejnberg.